# Grube Franziska (Rösrath)
Die Grube Franziska war eine Buntmetallerz-Grube im Erzrevier Bensberg im Stadtteil Hoffnungsthal von Rösrath.

## Geschichte

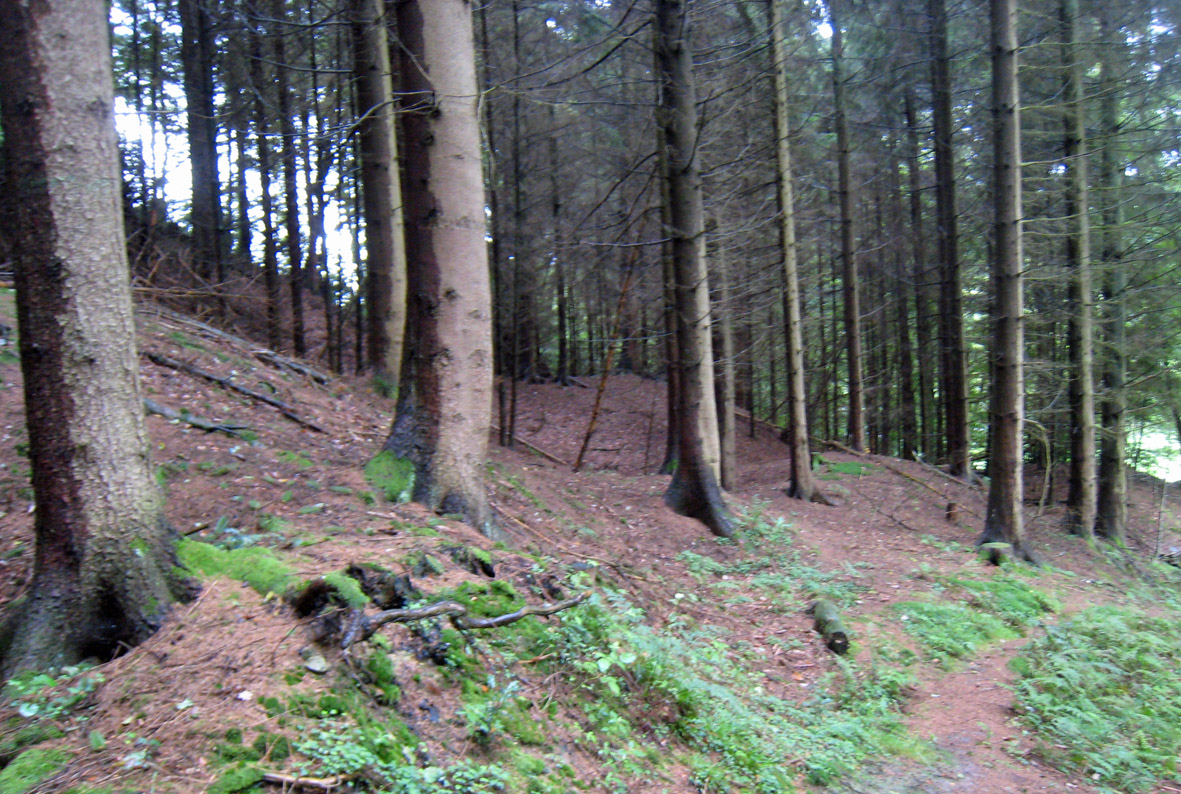
Mittelalterliche Pingen auf der Grube Franziska

Es ist nicht auszuschließen, dass auch im Bereich der Grube Franziska bereits römischer Bergbau betrieben worden ist, wie es zum Beispiel auf der Grube Lüderich nachgewiesen wurde. Höchstwahrscheinlich stammen aber die heute noch sichtbaren mittelalterlichen Pingen südöstlich des Gebäudekomplexes, der sich auf der Halde des Franziska-Stollens befindet, aus dem 13. Jahrhundert und stehen damit im Zusammenhang mit dem Bergbau „um das Jahr 1250“, den der Erzbischof Konrad von Hochstaden betrieben haben soll, um auf diese Weise Mittel für den Bau des Kölner Doms zu gewinnen.
Die erste schriftliche Erwähnung erfolgte am 24. April 1837 als Muthung Rothenbach im Zechenbuch der Zeche Lüderich. Zum gleichen Zeitpunkt wurde auch im Rothenbachtal der Franziska-Stollen vorgetrieben. Im Übrigen ist das Datum gleichbedeutend mit der Konsolidation mit der Grube Lüderich. Wann sie in Grube Franziska umbenannt wurde, ist nicht bekannt.
1892 wurde nordöstlich der Dorflage Hove auf der Höhe der Lagerstätte Franziska der Franziska-Schacht abgeteuft.⊙

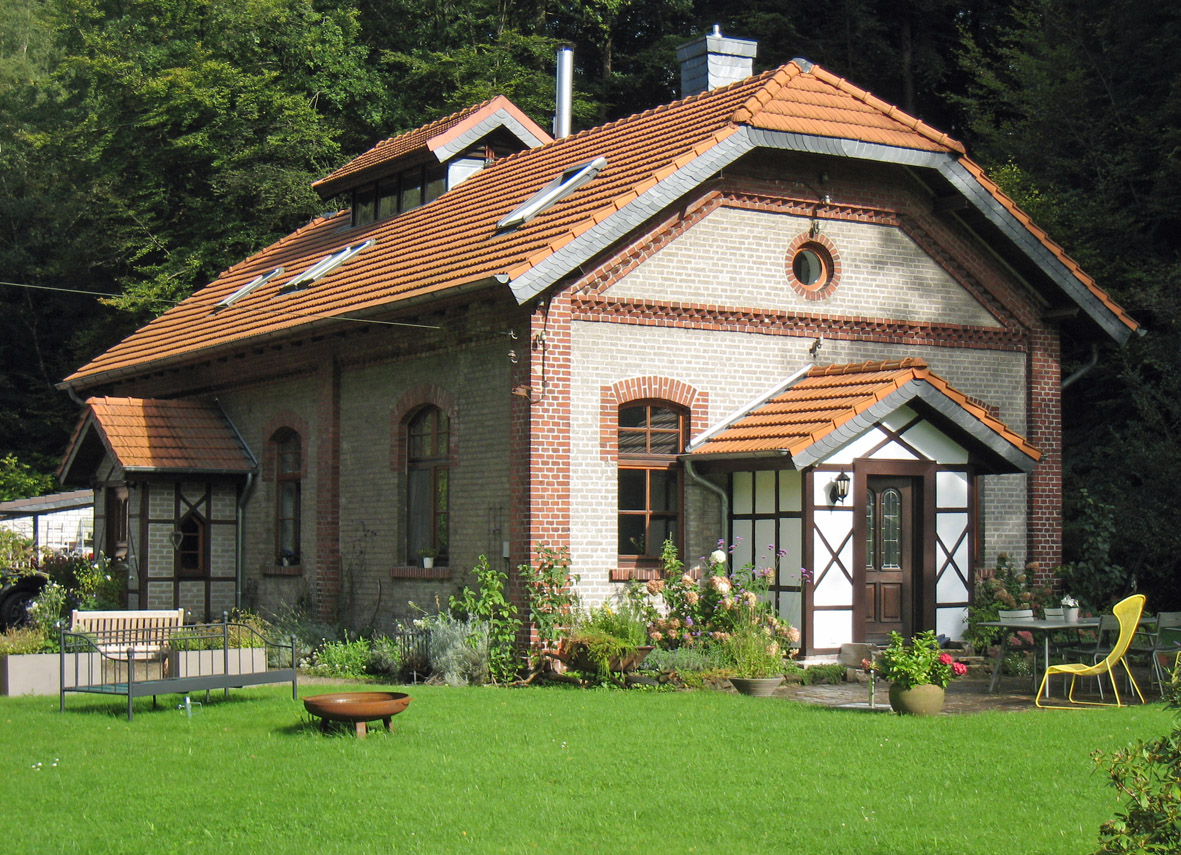
Waschkaue der Grube Franziska 2017

In der Umgebung des Franziska-Stollens, der inzwischen verschüttet ist, entwickelte sich gegen Ende des 19. Jahrhunderts im Rothenbachtal eine Gebäudegruppe mit Waschkaue, Steigerhaus und Grubenhaus. Nachdem man die sehr ertragreiche Lagerstätte Hangender Sommer entdeckt hatte, wurde die Förderung auf dem Franziska-Schacht 1958 eingestellt. Von jetzt an diente er bis zum Schluss des Bergbaus der Grube Lüderich als Wetterschacht.

## Baudenkmal Förderturm
Bei dem zum Schacht gehörenden Förderturm handelt es sich um ein eingeschossiges Strebengerüst in Fachwerkbauweise mit Nietkonstruktion und mit zwei nebeneinander liegenden Seilscheiben. Das Fördergerüst ist im Rheinland das älteste erhaltene Fördergerüst und entwicklungstechnisch von Bedeutung. Der Förderturm ist unter Nr. 9 in die Liste der Baudenkmäler in Rösrath eingetragen.